# Maria Elena Camerinová
Maria Elena Camerinová (* 21. března 1982, Motta di Livenza, Itálie) je současná italská profesionální tenistka. Její nejvyšší umístění na žebříčku WTA ve dvouhře bylo 41. místo (11. říjen 2004) a ve čtyřhře 33. místo (31. červenec 2006). Na okruhu WTA vyhrála 3 turnaje ve čtyřhře; na okruhu ITF získala 8 titulů ve dvouhře a 6 ve čtyřhře.

## Finálové účasti na turnajích WTA (8)

### Dvouhra - prohry (2)
| Legenda                     |
| Kategorie Tier IV (1)       |
| Kategorie Tier V (1)        |
| Kategorie Premier (0)       |
| Kategorie International (0) |

| Č. | Datum             | Turnaj              | Povrch | Vítězka           | Výsledek         |
| 1. | 29. červenec 2001 | Casablanca, Maroko  | antuka | Zsófia Gubacsiová | 1-6, 6-3, 7-6(5) |
| 2. | 24. září 2006     | Portorož, Slovinsko | tvrdý  | Tamira Paszeková  | 7-5, 6-1         |

### Čtyřhra - výhry (3)
| Legenda                |
| Kategorie Tier III (2) |
| Kategorie Tier IV (1)  |

| Č. | Datum             | Turnaj              | Povrch | Partnerka               | Soupeřky ve finále                         | Výsledek      |
| 1. | 2. říjen 2005     | Guangzhou, Čína     | tvrdý  | Emmanuelle Gagliardiová | Neha Uberoiová Shikha Uberoiová            | 7-6(5), 6-3   |
| 2. | 9. říjen 2005     | Taškent, Uzbekistán | tvrdý  | Émilie Loitová          | Anastasia Rodionovová Galina Voskobojevová | 6-3, 6-0      |
| 3. | 23. červenec 2006 | Cincinnati, USA     | tvrdý  | Gisela Dulková          | Marta Domachowska Sania Mirzaová           | 6-4, 3-6, 6-2 |

### Čtyřhra - prohry (3)
| Legenda                |
| Kategorie Tier II (1)  |
| Kategorie Tier III (1) |
| Kategorie Tier IV (1)  |

| Č. | Datum             | Turnaj                | Povrch | Partnerka               | Vítězky                                  | Výsledek      |
| 1. | 8. leden 2005     | Gold Coast, Austrálie | tvrdý  | Silvia Farinová Eliová  | Jelena Lichovcevová Magdalena Malejevová | 6-3, 5-7, 6-1 |
| 2. | 30. červenec 2006 | Stanford, USA         | tvrdý  | Gisela Dulková          | Anna-Lena Grönefeldová Šachar Pe'erová   | 6-1, 6-4      |
| 3. | 8. říjen 2006     | Taškent, Uzbekistán   | tvrdý  | Emmanuelle Gagliardiová | Viktoria Azarenková Taťána Pučeková      | bez boje      |

## Fed Cup
Maria Elena Camerinová se zúčastnila 4 zápasů ve Fed Cupu za tým Itálie s bilancí 0-4 ve dvouhře a 1-0 ve čtyřhře.

## Postavení na žebříčku WTA na konci sezóny

### Dvouhra
| Rok    | 1998 | 1999   | 2000   | 2001   | 2002   | 2003  | 2004  | 2005  | 2006  | 2007  | 2008   | 2009   |
| Pořadí | 738. | ▲ 456. | ▲ 229. | ▲ 112. | ▼ 123. | ▲ 99. | ▲ 43. | ▼ 96. | ▲ 54. | ▼ 99. | ▼ 107. | ▼ 110. |

### Čtyřhra
| Rok    | 2001 | 2002   | 2003   | 2004  | 2005  | 2006  | 2007  | 2008   | 2009   |
| Pořadí | 231. | ▲ 187. | ▲ 181. | ▲ 98. | ▲ 48. | ▲ 39. | ▼ 50. | ▼ 110. | ▼ 117. |